# David Jones (missionaris)
David Jones (juli 1796 – 1 mei 1841) was een linguïst uit Wales en was een van de eerste missionarissen in Madagaskar. Samen met de missionaris David Griffiths vertaalde David Jones de Bijbel en diverse andere boeken in het Malagassisch.

## Biografie
David Jones werd in juli 1796 geboren in Penrhiw in Cardiganshire, Wales. Hij volgde college op de academies van Neuaddlwyd  en Llanfyllin. Op 16-jarige leeftijd schreef hij zich in op het Londens Zendingsgenootschap (Engels: London Missionary Society) en ging samen met zijn vriend Thomas Bevan naar Gosport voor de opleiding voor missionaris. op 20 en 21 augustus 1817 werd hij als predikant aangesteld en kregen hij en Thomas Bevan een toewijzing voor Madagaskar. Kort hierop trouwde David Jones met Louisa Darby.

### Aankomst in Madagaskar
Op 18 augustus 1818 kwamen David Jones en Thomas Bevan in Toamasina aan, waar ze hun eerste school stichtten. Ze haalden daarop hun gezinnen naar de havenstad, maar beide gezinnen kregen malaria. Louisa Darby en haar kind stierven, Thomas Bevan, zijn vrouw en zijn kinderen stierven twee maanden later.

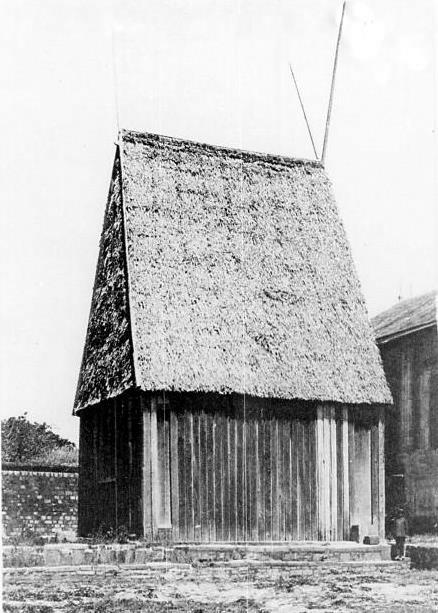
Besakana, waar David Jones de eerste school van Antananarivo stichtte.

David Jones kwam op krachten in Mauritius en leerde daar de Malagassische taal. In oktober 1820 keerde hij naar Madagaskar terug en stichtte op 8 december een nieuwe school in de Besakana, een koninklijke woning uit de 17e eeuw, gelegen in de Rova van Antananarivo. Koning Radama I stelde veel interesse in zijn werk en raakte bevriend met David Jones.

### David Griffiths
Begin 1821 kwam David Griffiths als vervanger voor Thomas Bevan om David Jones te ondersteunen. Samen ontwikkelden ze een Latijns alfabet voor de Malagassische taal en publiceerden een catechismus, een liederenbundel en een aantal schoolboeken. In 1823 begonnen ze aan een vertaling van de Bijbel in het Malagassisch.
Op 27 juli 1828 stierf Radama I en werd opgevolgd door zijn belangrijkste vrouw, Ranavalona I. Zij had een afkeer gekregen van de door Radama I ingevoerde westerse invloeden en zij en haar ministers boden veel tegenstand. David Jones kreeg veel last van zijn gezondheid en vertrok in juli 1830 terug naar Groot-Brittannië. Op 1 maart 1835 werd het christendom een verboden godsdienst, maar David Griffiths slaagde erin om in juni gereed te komen met de complete vertaling van de Bijbel, waarop hij ook naar Groot-Brittannië vertrok.
David Jones herstelde en keerde terug naar Madagaskar in oktober 1838. Hier trof hij ook David Griffiths aan, die eerder dat jaar naar Madagaskar was teruggekeerd. Op het eiland heersten echter nog steeds felle antichristelijke vervolgingen en Jones kreeg bovendien weer malaria. David Jones vertrok doodziek naar Mauritius, waar hij stierf op 1 mei 1841.